# Marlene Amstad
Marlene Ursula Amstad (* 20. September 1968 in Bern) ist eine Schweizer Ökonomin. Sie war ordentliche Professorin für Wirtschaftswissenschaften an der Chinese University Hongkong, Shenzhen und Ko-Leiterin des dort angesiedelten Fintech Centers am Shenzhen Finance Institute. Sie ist Titularprofessorin der Universität Bern, seit 2020 Senior Fellow der Kennedy School an der Harvard University und Mitglied im Board der International Organization of Securities Commissions (IOSCO).
Am 13. März 2020 wählte der Schweizerische Bundesrat Marlene Amstad per 1. Januar 2021 zur Präsidentin des Verwaltungsrats der Eidgenössischen Finanzmarktaufsicht (FINMA). Die Wahl erfolgte gemäss Eidgenössischem Finanzdepartement (EFD) aufgrund ihrer ausgezeichneten Kenntnisse der Schweizer Finanzmärkte und -infrastruktur sowie der zugehörigen Institutionen.

## Ausbildung
Marlene Amstad studierte 1988–1994 Wirtschaftswissenschaften an der Universität Bern und promovierte im Jahr 2000 an der Universität St. Gallen (summa cum laude) über die Datierung und Prognose konjunktureller Wendepunkte, wobei sie die erste umfassende Chronologie konjunktureller Wendepunkte der Schweiz erstellte.

## Karriere
Marlene Amstad arbeitete von 1994 bis 2000 als Ökonomin für die Konjunkturforschungsstelle der ETH Zürich zur Investitions- und Patent-Tätigkeit Schweizer Unternehmen sowie an einem Frühwarnsystem für konjunkturelle Wendepunkte mittels Markow-Switching-Analyse von Umfragedaten Schweizer Unternehmen. Danach war sie für die Credit Suisse im quantitativen Kreditrisikomanagement tätig und wechselte 2002 in die Forschungsabteilung der Schweizerischen Nationalbank. Von 2004 - 2005 forschte sie an der Federal Reserve Bank of New York (FRBNY) zu Inflationsindikatoren. Nach der Rückkehr zur Schweizerischen Nationalbank war sie von 2006 bis 2011 als Stellvertretende Direktorin und Leiterin der Investmentstrategie und Finanzmarktanalyse tätig.  2011 ging sie nach Asien und war bis 2015 als Regionale Beraterin bei der Bank für Internationalen Zahlungsausgleich (BIZ) in Hong Kong für die Asian Bond Fund Initiative (ABF) von 11 asiatischen Notenbanken (Reserve Bank of Australia, People’s Bank of China, Hong Kong Monetary Authority, Bank Indonesia, Bank of Japan, Bank of Korea, Bank Negara Malaysia, Reserve Bank of New Zealand, Bangko Sentral ng Pilipinas, Monetary Authority of Singapore, Bank of Thailand) zuständig.
Ab 2016 forschte und lehrte sie über Geld, Banken und Internationale Finanzmärkte an der Chinese University Hongkong in Shenzhen. Sie ist Ko-Autorin des Handbook of China’s Financial System, einem Standardwerk das insbesondere Chinesische Banken, Anleihen- und Aktienmärkte, Vermögensverwaltung und FinTech behandelt. Sie befasst sich in ihrer Forschung mit den Themen Fintech, Blockchain und digitale Währungen und publizierte dazu mit der Asian Development Bank ein Lehrbuch mit Beiträgen von acht asiatischen Notenbanken, dem Internationalen Währungsfonds (IWF) und der Bank für Internationalen Zahlungsausgleich (BIZ). Sie wirkt regelmässig als Gastforscherin an Notenbanken, zuletzt an der Bank of Finland und der Bank of Japan.
Marlene Amstad vertiefte in den USA ihre Forschung zur Nutzung grosser Datensätze für zeitnahe Prognosen. Der von ihr entwickelte Indikator für Kerninflation, das New York Fed Underlying Inflation Gauge (UIG), wird von der Federal Reserve Bank of New York monatlich berechnet, kommentiert und publiziert.

## Mandate
Seit 2021 ist Marlene Amstad Präsidentin des Verwaltungsrats Eidgenössischen Finanzmarktaufsicht (FINMA), dem sie seit 2016 als Mitglied und seit 2018 als Vizepräsidentin angehörte. Am 6. September 2023 wurde sie vom Bundesrat für die Amtsperiode 2024–2027 wiedergewählt. Von 2017 bis 2018 war sie zudem Mitglied des Verwaltungsrats der Schweizer Wirtschaftskammer in Hongkong.

## Privates
Marlene Amstad ist verheiratet und lebt in Zürich.